# Врбице (Приједор)
Врбице су новоиграђено избјегличко насеље у Приједору.

## Географија
Насеље је просторно велико и доста разбацано, смјештено јужно од пруге Нови Град — Бања Лука и источно од индустријске зоне Целпак. У плану је изградња основне школе и асфалтирање улица, а радови на згради мјесне заједнице су у току. Врбице су самостална мјесна заједница званичног имена Приједор IV — Нова Орловача.

## Становништво
Броји око 3.000 становника.